# Aphthona parnassicola
Aphthona parnassicola là một loài bọ cánh cứng trong họ Chrysomelidae. Loài này được Heikertinger miêu tả khoa học năm 1944.